# 稻穗隧道

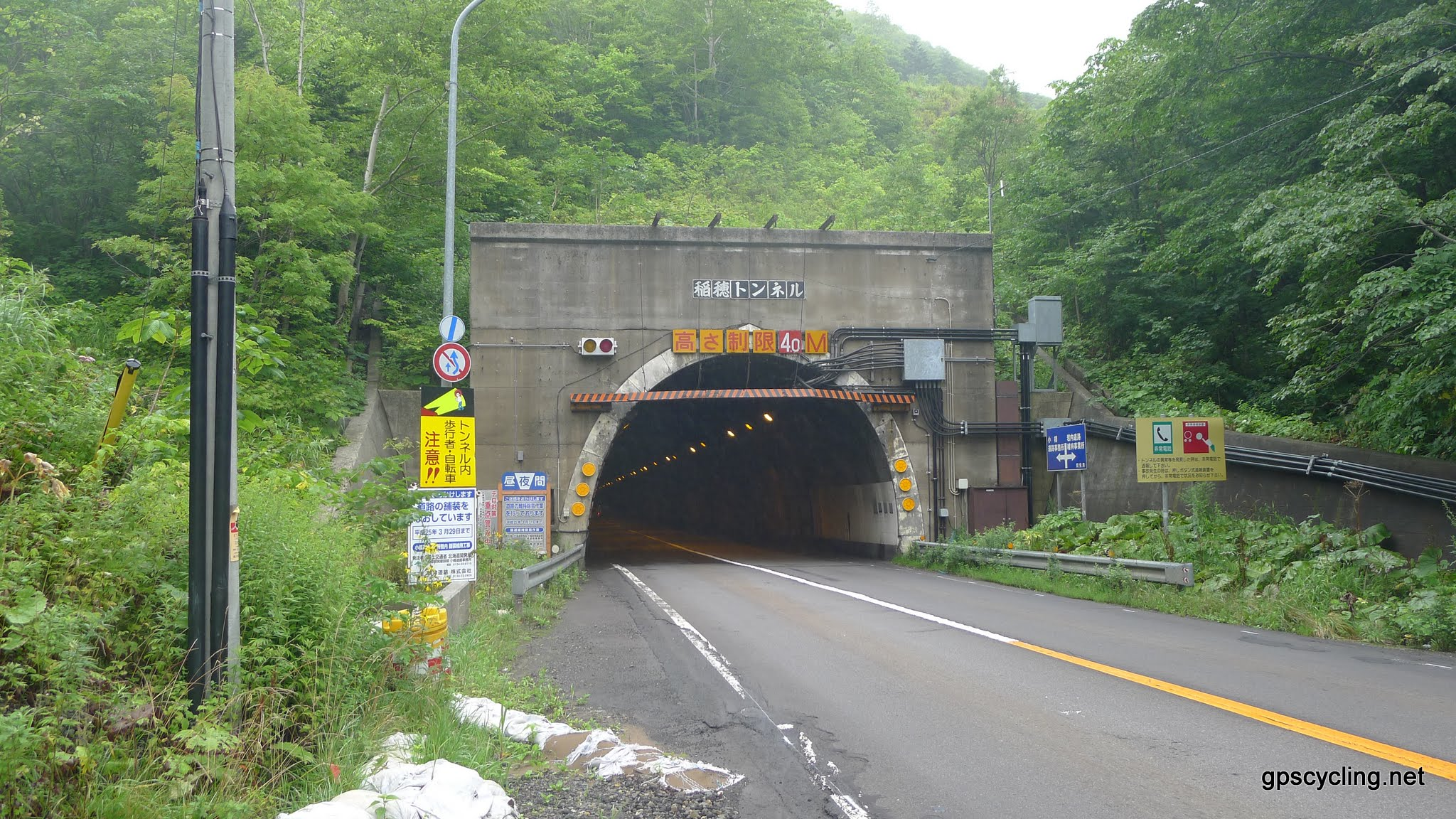
隧道口

稻穗隧道（日语：／）是日本的一座公路隧道，位于北海道小樽市共和村（現为共和町），为日本5號國道穿过稲穂峠的通道，全长1,230（0.76英里），1958年开工，1962年通车。